# Zabawna dziewczyna
Zabawna dziewczyna – amerykański musical filmowy z 1968 roku na podstawie sztuki Isobel Lennart.

## Obsada
- Barbra Streisand – Fanny Brice
- Omar Sharif – Nick Arnstein
- Kay Medford – Rose Brice
- Anne Francis – Georgia James
- Walter Pidgeon – Florenz Ziegfeld

i inni

## Nagrody i nominacje
Oscary za rok 1968
- Najlepsza aktorka – Barbra Streisand
- Najlepszy film – Ray Stark (nominacja)
- Najlepsze zdjęcia – Harry Stradling Jr. (nominacja)
- Najlepsza muzyka w musicalu (oryginalna lub adaptowana) – Walter Scharf (nominacja)
- Najlepsza piosenka – Funny Girl – muz. Jule Styne; sł. Bob Merrill (nominacja)
- Najlepszy dźwięk (nominacja)
- Najlepszy montaż – Robert Swink, Maury Winetrobe, William Sands (nominacja)
- Najlepsza aktorka drugoplanowa – Kay Medford (nominacja)

Złote Globy 1968
- Najlepsza aktorka w komedii lub musicalu – Barbra Streisand
- Najlepsza komedia lub musical (nominacja)
- Najlepsza reżyseria – William Wyler (nominacja)
- Najlepsza piosenka – Funny Girl – muz. Jule Styne; sł. Bob Merrill (nominacja)

Nagrody BAFTA 1969
- Najlepsze zdjęcia – Harry Stradling Jr. (nominacja)
- Najlepsze kostiumy – Irene Sharaff (nominacja)
- Najlepsza aktorka – Barbra Streisand (nominacja)